# 行星際運輸系統運載火箭
行星際運輸系統運載火箭為SpaceX研發的私人出資发射载具，最初設計目的為實現行星际运输系统至火星及其他太陽系目的地之任務，行星際運輸系統運載火箭的設計工作已於2012年展開，而首次飛行不早於2020年代。
行星際運輸系統運載火箭為兩節式火箭，第一節搭載42部猛禽火箭發動機，該發動機由SpaceX設計及製造，以次冷度甲烷/液氧為燃料，該種推進劑仍未被廣泛使用，如同先前獵鷹9號運載火箭的設計，行星際運輸系統運載火箭第一節採可回收模式，发射载具於每次發射後垂直降落，而行星際運輸系統運載火箭能夠完全回收，包括第二節及太空飛船，運載能力屬於超重型運載火箭級別，回收版本近地轨道運載能力約300公噸（660,000英磅），一次性版本約550公噸（1,210,000英磅）。

## 經濟考量
開發及製造新型兩節式運載火箭至今仍由SpaceX私人出資，整個計畫需透過降低發射成本始能實現。伊隆·马斯克並不預期自美国国家航空航天局獲得行星際運輸系統相關合約，但如有合約，有利於計畫發展。
行星際運輸系統運載火箭面臨其他超重型運載火箭的競爭，美國聯邦政府進行開發的太空發射系統(SLS)，預期近地軌道運載能力為70至130公噸（150,000至290,000英磅）。蓝色起源於2016年9月發布新葛倫火箭 ，新格倫運載火箭近地軌道運載能力為45噸，地球同步轉移軌道為13噸。

## 外部連結
- SpaceX Interplanetary Transport System （页面存档备份，存于）, video released by SpaceX, 27 September 2016.